# Romain Philippe Pomedio
Romain Philippe Pomedio est un enseignant-chercheur français, docteur en sciences de l'information et de la communication (71e section) et maître de conférences à l'université Paris-VIII, président de Cinaps TV (télévision TNT en Île-de-France). Depuis 1995, il enseigne la sémiologie de l’image et dirige des ateliers de réalisation audiovisuelle. Il s’est spécialisé sur l’impact des images mentales et la plasticité de la cognition ; une grande partie de sa recherche s’est orientée sur les enfants autistes.

## Biographie
Étudiant en psychologie à l'Université René Descartes - Paris V, il participe à la mise en place d’une recherche sur les pédagogies non directives dans un centre pour enfants et adolescents difficiles. Devant les résultats encourageants (baisse de l’agressivité, enfants devenant moteur de projets), il rencontre Tony Lainé, médecin psychiatre des hôpitaux de Paris et entreprend l’intégration d’enfants autistes dans le centre. Il entre par la suite dans l’équipe du docteur Lainé au Pradon (hôpital de jour pour jeunes autistes).
En 1979, il fonde la Compagnie Fetoafou (théâtre musical pour enfants). Il écrit plusieurs pièces et comédies musicales dont la vocation originelle est de s’adresser à un public d’enfants hospitalisés ou en Centres d’hébergement pour handicapés. Il enregistre par la suite un disque de chansons pour enfants en collaboration avec Francis Lockwood et Christian Chevallier pour les arrangements.
En 1980, il enregistre un disque de chansons avec le groupe de musique Robagre avec la participation de Dick Annegarn.
En 1982, il ouvre un atelier de recherche en utilisant les Structures Sonores Baschet favorisant la formulation des images mentales chez les autistes. Il donne avec Bernard Baschet une série de conférences dans les universités de Kyoto et Heidelberg qui donneront lieu à des publications. Par la suite, cet atelier de recherche fera l’objet d’un documentaire (Images Sonores, 1992) produit par la chaîne de télévision Arte. Intéressé par la pratique cinématographique, il entreprend un double cursus en cinéma à l'Université Paris Diderot. En parallèle, il cofonde en 1986 avec Gref Jean-Michel Molina et Bao Daniel Gil l'Association CINAPS, association loi de 1901 portant sur l’étude des nouvelles technologies. Dans le cadre de cette association, il réalise des films pédagogiques expérimentaux et des documentaires de sensibilisation à la protection de l’environnement. 
En 1990, il fonde avec Howard Buten KOSCHISE, un centre d’études sur la communication des enfants autistes. Le centre est situé à Saint-Michel-sur-Orge en Essonne et accueille jusqu’en 2006 des enfants et jeunes adultes autistes. Les recherches s’orientent sur la capacité des autistes à organiser leurs désirs, mais aussi comprendre la richesse des autistes afin d'avoir une meilleure appréhension du mécanisme psychique de l’homo sapiens.
En 1992, il obtient un doctorat en sciences de l'information et de la communication à l'Université de Paris VIII avec une thèse sur Interactivité entre l’évolution de la gestion des plans cinématographiques et l’aspect cognitif de nos images mentales (sous la direction de Jean Collet, 171 pages, cf. ). En 1996, il est élu maître de conférences à l'Université de Paris VIII. 
En 1995, il réalise une série de films documentaires en Asie du Sud-Est, produits par le CNRS. En 2000, il réalise TIC Web, une série d’émissions sur les nouvelles technologies, diffusée sur Téléssonne. En 2005, il crée avec Jean-Loup Englander l’Université populaire de Saint-Michel-sur-Orge, dont il assure la présidence. En 2007, il obtient une autorisation de diffusion du Conseil supérieur de l'audiovisuel (CSA) pour Cinaps TV. Cinaps TV diffuse essentiellement des documentaires scientifiques.
En 2012, il est membre du  Jury du Festival du film de chercheur de Nancy  (CNRS). Il est coproducteur de films documentaires Lumières du Monde (Sénégal,  Arménie, Guyane),  avec Jean-Marie Barbe.
En 2013, il réalise une conférence sur Médias et cognition pour la 9e édition des Universités africaines de la Communication de Ouagadougou (UACO) avec  Marie-Laure Augry et Jean Miot. En 2014, il réalise une plateforme d’échanges de films scientifiques entre le Québec et la France (Canal Savoir).
En 2015, il réalise une expédition recherche sur les modes de communications inexpliquées d' Arthropode du Mexique (province Guadalajara (Mexique)) (Laboratoire ESV)
En 2016, il rejoint le Conseil Scientifique Transcultura un réseau universitaire international créé en 1988 par Umberto Eco  et Alain Le Pichon.

## Filmographie
- 1987 – Image mentales et autistes. Production de l’Hôpital de jour Le Pradon
- 1988 – L’atelier nature : protection de la faune et de la flore. Production France 2
- 1989 – Orge vivante : protection des rivières. Production SIVOA
- 1989 – Quatre vins neufs (le bi-centenaire de la révolution française) Production Ministère de la Culture (France)
- 1990 – Images Sonores. Autistes et instruments de musique Baschet. Réalisation Marion Schmit. Production ARTE
- 1993 – Autistes et dauphins. Production Centre Koschise
- 1995 – Le tissage en pays Cham. Production CNRS
- 1996 – Les médecines douces utilisées sur la piste Ho chi minh pendant la guerre du Vietnam. Production CNRS
- 2000 – Tic Web. Magazine mensuel sur les nouvelles technologies. Production Téléssonne
- 2002 – Kronosinfos. Magazine mensuel. Production Téléssonne
- 2002 – Neurones Info : Magazine culturel. Production TVSUD Paris
- 2003 – Sciences Essonne. Magazine mensuel. Production Téléssonne
- 2008-2009 – Culture Physique, Magazine mensuel présenté par Étienne Klein avec le soutien de Claude Cohen-Tannoudji. Coproduction Commissariat à l'énergie atomique (CEA) / Cinaps TV
- En tournage depuis 2009 – Violons du Monde, avec Didier Lockwood. Production Cinaps TV.